# 加沙卡古姆蒂國家公園
加沙卡古姆蒂國家公園（英語：Gashaka Gumti National Park）是尼日利亞最大的國家公園，佔地6,402平方公里，在1991年由兩個自然保護區合併而成，海拔高度300至2,419米，其中北部地區受熱帶乾濕季氣候影響，是貝努埃河的重要集水區。